# James Vaughan
James Oliver Vaughan (n. 14 iulie 1988, Birmingham, Anglia) este un fotbalist englez care evoluează la clubul Bury FC.